# Psychopathics from Outer Space Part 2
Psychopathics from Outer Space Part 2 è una compilation del gruppo Insane Clown Posse.

## Tracce
1. Intro – 0:13
2. Conquer – 3:47
3. Hollywood, I'm Coming – 2:47
4. Oldie But Goodie – 3:19
5. Warrior – 3:57
6. 10 Bodies – 3:37
7. Out There (feat. Bushwick Bill) – 3:31
8. Y? – 2:53
9. Demon Faces – 2:54
10. True Stories – 3:02
11. Some Fuckin' How – 3:11
12. 24's on a '84 (feat. TNT) – 3:23
13. Mr. Sesame Seed – 4:21
14. Do It! – 2:21
15. Yuwannahoe – 3:54
16. Wicked Wild – 5:24
17. We Live – 3:29
18. Bitch Shut Up – 3:49
19. Under the Big Top – 3:00
20. Stayin' Alive – 3:35
21. Killin' Spree – 2:57
22. Graverobbers – 4:11
23. Free Studio – 4:53